# Igor Picușceac
Igor Picușceac (in russo Игорь Александрович Пикущак?, Igor' Aleksandrovič Pikuščak; Tiraspol, 27 marzo 1983) è un allenatore di calcio ed ex calciatore moldavo, di ruolo attaccante, tecnico del Milsami Orhei.

## Palmarès

### Giocatore

#### Club

##### Competizioni nazionali
- Campionato moldavo: 3

Sheriff Tiraspol: 2001-2002, 2002-2003, 2008-2009
- Coppa di Moldavia: 2

Sheriff Tiraspol: 2001-2002, 2008-2009
- Supercoppa di Moldavia: 1

Sheriff Tiraspol: 2015

##### Competizioni internazionali
- Coppa dei Campioni della CSI: 1

Sheriff Tiraspol: 2009

#### Individuale
- Capocannoniere del campionato moldavo: 1

2007-2008 (14 reti)

### Allenatore
- Coppa d'Armenia: 1

Noah: 2019-2020
- Supercoppa d'Armenia: 1

Noah: 2020
- Campionato moldavo: 1

Milsami Orhei: 2024-2025